# Tetrahydrotiofen
Tetrahydrotiofen (THT) – heterocykliczny związek chemiczny, nasycona pochodna tiofenu.
W temperaturze pokojowej jest to lepka, oleista ciecz o specyficznym zapachu.
Jest szkodliwy dla zdrowia. Wchłania się do organizmu poprzez układ oddechowy i przez skórę (nie da się jej całkowicie wymyć). Służy do nawaniania gazu ziemnego w tzw. nawanialniach.
Podczas pracy z THT należy zachować szczególną ostrożność, ponieważ opary są cięższe od powietrza i gromadzą się przy powierzchni, a opary o stężeniu 1/3 z powietrzem tworzą mieszaninę wybuchową. 
Przy wycieku gazu do środowiska ziemia często nasącza się THT. Aby usunąć ten bardzo intensywny i nieprzyjemny zapach polewa się ziemię 10% roztworem nadmanganianu potasu lub 5% podchlorynu sodowego.